# Qinzhou
Qinzhou (cinese: 钦州; pinyin: Qīn Zhōu; zhuang: Yaencou) è una città-prefettura della Cina nella regione autonoma di Guangxi Zhuang.